# Іван Марков
Іван Марков (болг. Иван Христов Марков) нар. 7 листопада 1889, Севлієво — пом. невідомо — болгарський офіцер, генерал-лейтенант.

## Біографія
Народився 7 листопада 1889 в місті Севлієво. У 1909 закінчив Військове училище, а згодом і Миколаївську Академію Генерального Штабу. З 1928 очолював 2-гу кінну дивізію. З 1929 по 1930 був командиром 3-го кавалерійського полку. У 1930став командиром 1-го кавалерійського полку. З 1934 був військовим аташе в Белграді і Празі. У 1936 знову був призначений командувачем 2-ї кінної дивізії. У 1938 році він став начальником четвертої військовоінспекційної області (четвертої військової армії). З 1941 був командиром 2-ї армії. З 1943 в запасі.

## Військові звання
- Поручник (22 вересня 1909)
- Лейтенант (22 вересня 1912)
- Капітан (30 травня 1916)
- Майор (1 квітня 1919)
- Підполковник (6 травня 1923)
- Полковник (15 травня 1930)
- Генерал-майор (6 травня 1937)
- Генерал-лейтенант (6 травня 1940)